# Zwiesel (Chiemgauer Alpen)
Der Zwiesel ist mit 1782 m ü. NHN der höchste Berg des Gebirgsstocks Staufen. Er liegt zwischen Bad Reichenhall und Inzell in den bayerischen Landkreisen Berchtesgadener Land und Traunstein.
Zusammen mit Gamsknogel (1750 m) und Zennokopf (1756 m) wird er auch als Hinterstaufen bezeichnet (vgl. Fuderheuberg – Vorderstaufen).

## Geographische Lage
Der Zwiesel erhebt sich in den Stadt- und Gemeindegebieten von Bad Reichenhall im Südosten und Schneizlreuth im Süden (beide Landkreis Berchtesgadener Land) und Inzell im Westnordwesten (Landkreis Traunstein), deren Grenzen auf dem Gipfel zusammenstoßen. Auf dem Nordhang des Berges liegt unterhalb der Dunklwand auf 922 m Höhe der Frillensee, dessen kleiner Abfluss Frillenseebach nordnordwestlich des Berges den Großwaldbach speist.

## Wandern
Mehrere markierte Wege führen von Inzell (Adlgaß), Weißbach (Jochberg) und Bad Reichenhall (Listsee) zum Gipfel des Zwiesel. Zum Hochstaufen ist ein Übergang über den Mittelstaufen (anspruchsvoll bis schwierig) oder über die Barthlmahd möglich.
Das Gipfelkreuz wurde 1981 von den Soldaten der Tragtierkompanie des Standortes Bad Reichenhall errichtet. Es wurde im Jahr 2021 durch den Verein Freunde des Zwiesels e. V. erneuert.

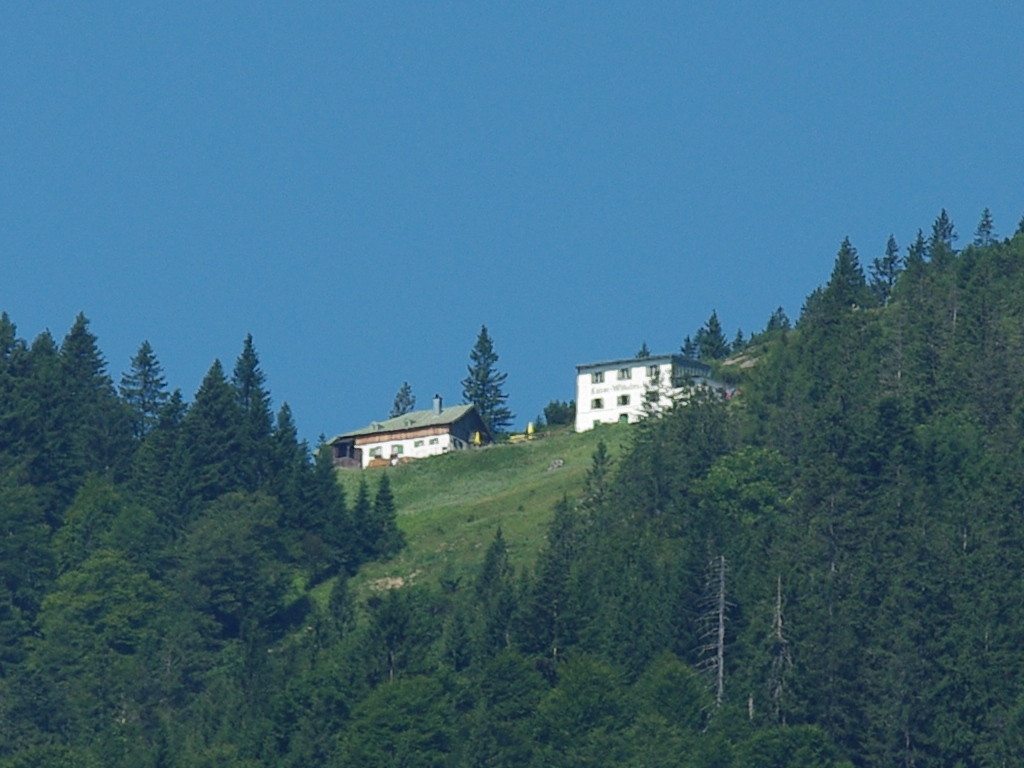
Zwieselalm mit Kaiser-Wilhelms-Haus

## Zwieselalm
Am Südhang des Zwiesel liegt auf etwa 1380 m Höhe die Zwieselalm mit der Berghütte Kaiser-Wilhelms-Haus. Sie ist auf Wanderwegen von Jochberg und vom Listsee erreichbar. Die letzte Tragtierkompanie der Bundeswehr versorgt sie in der warmen Jahreszeit mit Nahrungsmitteln.